# The Marine Society

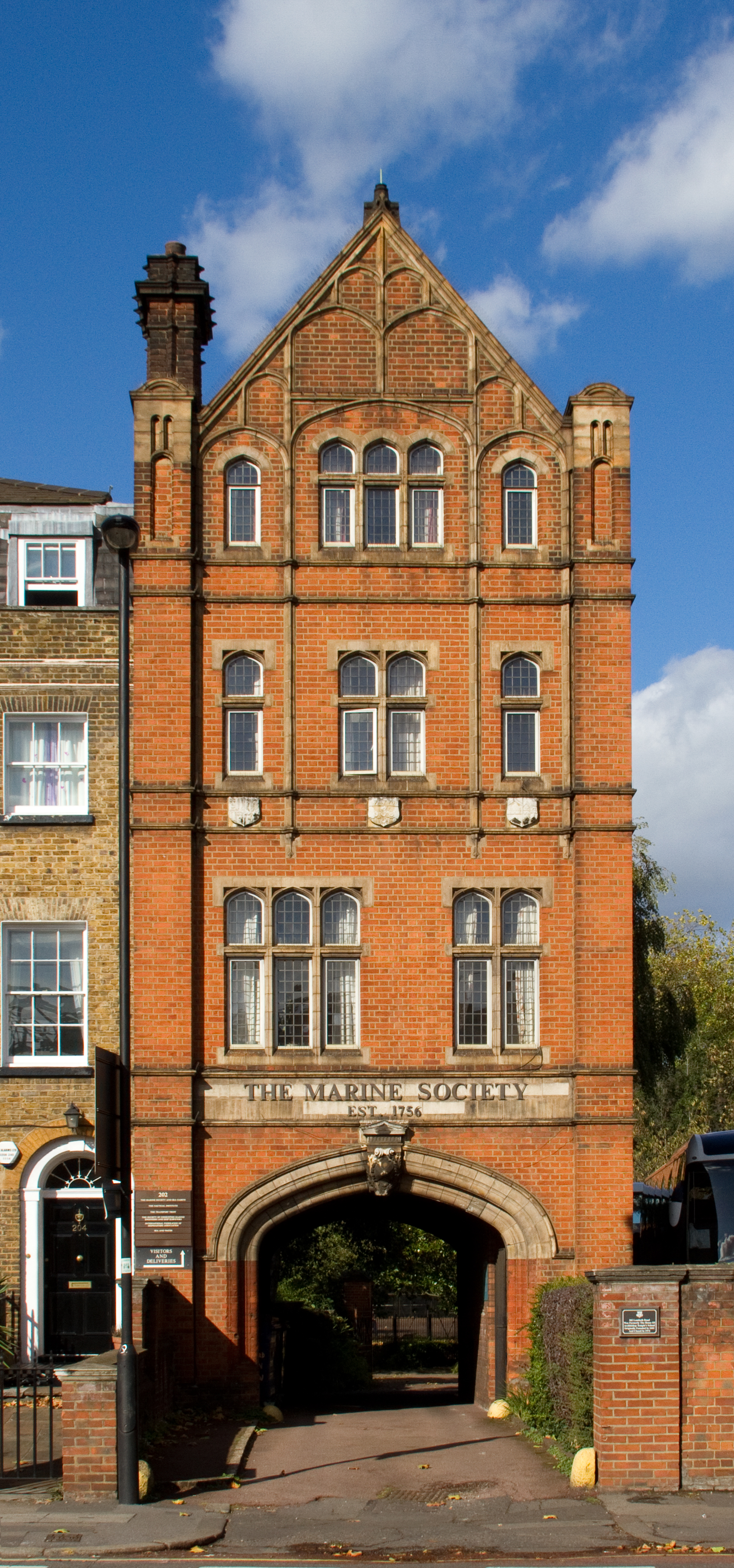
Le Collège de la Marine Society of the Sea

La Marine Society est une organisation caritative britannique, la première au monde créée pour les marins. En 1756, au début de la guerre de Sept Ans contre la France, l'Autriche et la Saxe (puis l'Empire moghol, l'Espagne, la Russie et la Suède), la Grande-Bretagne a un besoin urgent de recruter des hommes pour la marine. Jonas Hanway (1712-1786), qui fait déjà sa marque en tant que voyageur, marchand, écrivain et philanthrope de la Compagnie de Russie, doit s'attribuer le mérite principal de la fondation de l'association qui contribue à résoudre ce problème particulier et qui continue, pendant les deux siècles et demi qui suivent, à aider des milliers de jeunes à se préparer à une carrière en mer.
En 2004, lors d'une fusion avec l'Association des cadets de la Marine, la Marine Society &amp; Sea Cadets est formée.

## Formation

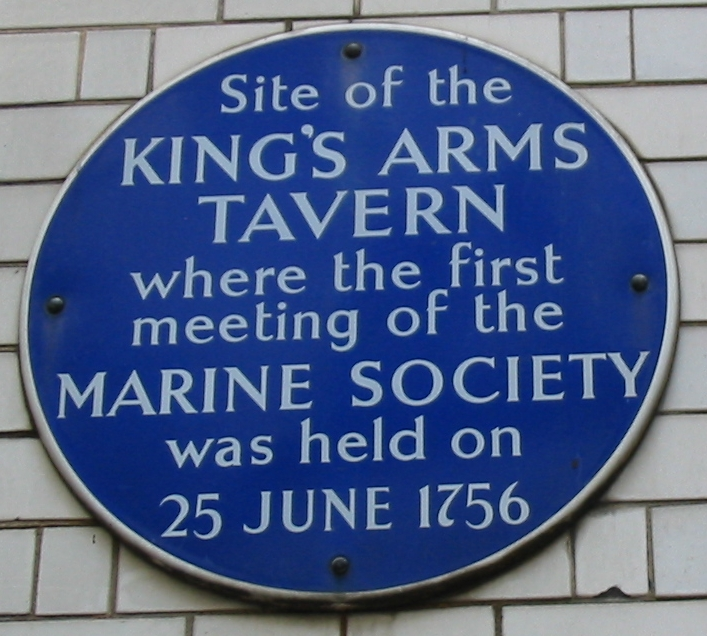
Plaque marquant le site de la fondation de la Marine Society

La Marine Society, la plus ancienne organisation caritative maritime publique au monde, est née de l'initiative d'un groupe de marchands et de gentlemen londoniens qui se sont réunis pour la première fois à la taverne King's Arms, à Cornhill (Londres) le 25 juin 1756, pour discuter d'un plan visant à fournir deux ou trois mille marins. pour la marine.[réf. nécessaire] Le recrutement commence immédiatement. 
Dix hommes sont dûment habillés et livrés aux navires de la marine du roi. C'est ainsi qu'a commencé le travail de la Marine Society. À l'époque de sa création, l'objectif principal de cette organisation caritative est d'envoyer en mer des adolescents chômeurs ou orphelins en tant que serviteurs d'officiers. On estime que la Royal Navy a besoin d'environ 4 500 garçons comme domestiques en temps de guerre. Environ un millier d'entre eux sont de "jeunes gentlemen" destinés à devenir officiers, et une grande partie des autres sont fournis par la Société. Comme ces garçons sont pour la plupart issus de familles ne pratiquant pas la navigation de plaisance, la Société contribue probablement à augmenter de plusieurs milliers le nombre de recrues dans la marine. La Société fournit également des vêtements gratuits à plus de dix mille recrues de la marine, ce qui contribue à réduire le problème du typhus.

## Incorporé par une loi du Parlement
Le projet prend vraiment de l'ampleur. En 1763, la Société recrute plus de 10 000 hommes et garçons ; en 1772, son importance dans la vie de la nation fut telle qu'elle fut incorporée dans une loi du Parlement. L'amiral Nelson est devenu un fervent défenseur et administrateur de l'organisation caritative, si bien qu'à l'époque de la bataille de Trafalgar (1805), au moins 15 % des effectifs britanniques sont fournis, entraînés et équipés par la Marine Society. Le professionnalisme relatif de ces hommes, que le grand héros naval britannique reconnaissait volontiers, joue un rôle dans ses victoires.[réf. nécessaire]

## Les hostilités cessent, l'éducation commence
Mais la fin des hostilités signifie que le recrutement naval n'est plus la première priorité de la nation, même si l'amiral Boscawen écrira plus tard : "À ma connaissance, aucun programme de recrutement de la marine n'a jamais eu autant de succès que celui de la Marine Society"
Hanway élabore alors des plans pour transférer les garçons dans le service marchand à leur sortie des navires de guerre et, à partir de ce moment-là, la Société s'implique autant dans la marine royale que dans la marine marchande.
Les premiers rapports des commandants indiquent que le nombre de désertions pourrait être réduit si les garçons équipés par la Société bénéficiaient d'une période de formation avant d'être envoyés en mer.
Au départ, la Société engage un maître d'école et un maître de musique pour enseigner à certains garçons et, en 1786, elle achète un navire marchand, le Beatty, qui est converti en navire-école et rebaptisé Marine Society. La Société est ainsi devenue la première organisation au monde à proposer une formation nautique aux garçons dans son navire-école spécial, amarré dans la  Tamise entre Deptford et Greenwich.
Cet exemple est suivi au XIXe siècle par de nombreuses autres organisations dans les ports autour des îles britanniques. De 1799 à 1918, l'Amirauté fournit une succession de navires-écoles, dont les deux derniers sont rebaptisés Warspite, à commencer par le HMS Warspite (1807) en 1846, puis le HMS Conqueror rebaptisé en 1877. En 1922, la Société met en service le HMS Hermione, troisième Warspite. Cependant, le déclenchement de la Seconde Guerre mondiale contraint la Société à évacuer le navire en raison de la probabilité d'une attaque aérienne.
De 1756 à 1940, la Société recrute plus de 110 000 hommes et garçons pour la Royal Navy, la British East India Company et le service marchand. Les archives montrent qu'entre 1756 et 1815, l'association fournit environ 12 % des effectifs de la marine, d'autant plus précieux pour la nation que chacun d'entre eux est volontaire.
En février 1945, le vice-président de la Société, Frederick Mead, s'est retiré de la présidence de la Société, après avoir été membre du comité pendant 51 ans. Mead a 97 ans.

## Après la Seconde Guerre mondiale
Après la Seconde Guerre mondiale, la Société conclut que les autorités nationales disposaient alors de suffisamment d'installations pour la formation en mer. Elle continue à fournir des kits de mer à de nombreux jeunes marins et, le cas échéant, offre des bourses pour leur éducation, mais dans les années 1950, la société commence à insister pour que les cadets ainsi aidés aient terminé une bonne éducation générale, obtenant un minimum de quatre GCE au O level. C'est ainsi que la Marine Society ouvre la voie à ce qui est accepté par la suite comme pratique standard pour l'entrée des officiers dans la marine marchande.
Entre 1940 et 1987, les réserves de la société ayant augmenté, elle peut non seulement aider des marins individuels, mais aussi accorder des subventions à de nombreuses organisations caritatives maritimes. En 1981, elle fournit les fonds de base pour le Marine Adventure Sailing Trust, un fonds d'investissement à durée de vie limitée, qui lui permet d'accorder d'autres subventions substantielles au Sea Cadet Corps, au TS Foudroyant, au Ocean Youth Club et à d'autres organisations caritatives maritimes pour les jeunes.
En 1976, la société fusionne avec plusieurs autres organisations caritatives maritimes ayant des objectifs similaires, notamment l'Incorporated Thames Nautical Training College (ITNTC, situé sur une succession de navires rebaptisés HMS Worcester), le Seafarers Education Service (SES), le Sailors'Home and Red Ensign Club, le Merchant Navy Comforts Service Trust et la British Ship Adoption Society. La fusion du SES et de la Marine Society à cette époque est extrêmement importante et contribue à garantir la pertinence continue de leurs activités. Le SES se composait du Marine Society College of the Sea et du Seafarers Library service, et est inauguré en 1919 par Albert Mansbridge, qui avait fondé la Workers Educational Association (Association pour l'éducation des travailleurs). Le Collège de la mer et le service de bibliothèque des navires continuent de prospérer aujourd'hui.
Au cours des 30 dernières années, les principaux objectifs de la Marine Society sont de faciliter et de fournir un soutien pratique et financier pour l'éducation, la formation et le bien-être de tous les marins professionnels et d'encourager les jeunes à s'engager dans des carrières maritimes.

## Société de la marine et cadets de la marine
Pendant de nombreuses années, la Marine Society entretient des liens étroits avec le Sea Cadet Corps, non seulement en tant que bienfaiteur et propriétaire de l'Association des Cadets de la Mer, mais aussi en offrant des possibilités d'entraînement en mer à des centaines de cadets de la mer chaque année. C'est en raison des objectifs complémentaires des deux organisations caritatives et, plus particulièrement, du désir mutuel d'introduire un élément de l'éthique de la marine marchande dans le corps des cadets de la marine, que la fusion de l'Association des cadets de la marine et de la Marine Society a lieu le 30 novembre 2004. La nouvelle organisation caritative ainsi créée, connue sous le nom de The Marine Society & Sea Cadets (MSSC), est la marque holding des deux organisations distinctes et est la plus grande organisation maritime à but non lucratif du Royaume-Uni. Elle est basée dans un bâtiment victorien près de la Tamise et adjacent au Lambeth Palace dans le sud de Londres.
Au sein de l'organisation MSSC, la Marine Society reste une organisation caritative impliquée dans l'apprentissage tout au long de la vie pour les professionnels de la mer.